# Hamburger Vergleich (1701)

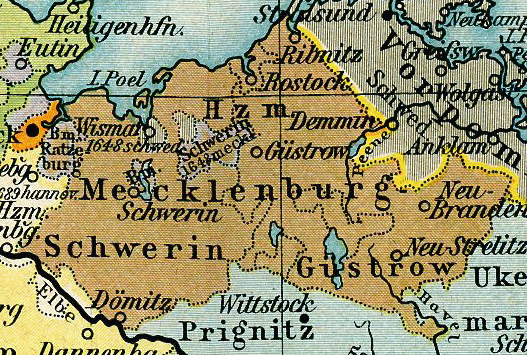
Mecklenburgische (Teil-)Herzogtümer Schwerin und Güstrow, 1648

Der Hamburger Vergleich (auch: Hamburger Erbvergleich) ist ein dynastischer Hausvertrag des Hauses Mecklenburg. Er wurde unter maßgeblichem Einfluss von Vertretern des Niedersächsischen Reichskreises am 8. März 1701 im neutralen Hamburg geschlossen und beendete einen mehr als fünfjährigen Erbfolgestreit der mecklenburgischen Dynastie um das (Teil-)Herzogtum Mecklenburg-Güstrow, dessen Herzogshaus 1695 im thronfolgefähigen Mannesstamm erloschen war.
Der Vergleich besiegelte die dritte mecklenburgische Hauptlandesteilung und formulierte eine Erbschaftsteilung des vormaligen Güstrower Teilherzogtums, dessen momentaner Ertragswert zu diesem Zweck bonitiert und zu gleichen Wertanteilen real unter den strittigen Parteien verteilt wurde.
Es entstanden die begrenzt autonomen (Teil-)Herzogtümer Mecklenburg-Schwerin und Mecklenburg-Strelitz. Beide Landesteile wurden jeweils aus mehreren Herrschaftsteilen gebildet:
- Mecklenburg-Schwerin aus dem Herzogtum Mecklenburg, dem Fürstentum Wenden (Werle), dem Fürstentum Schwerin (d. h. dem säkularisierten Hochstift Schwerin), der gleichnamigen Grafschaft Schwerin sowie der Herrschaft Rostock. (Wismar gehörte zu diesem Zeitpunkt zu Schweden).
- Mecklenburg-Strelitz aus dem Fürstentum Ratzeburg an der mecklenburgischen Westgrenze südöstlich von Lübeck, der Herrschaft Stargard im mecklenburgischen Südosten mit den Städten Neubrandenburg, Friedland, Woldegk, Strelitz, Stargard, Fürstenberg und Wesenberg, sowie den Komtureien Mirow und Nemerow.

Dem neuen Landesteil Mecklenburg-Schwerin wurde im Vertrag innenpolitisch eine weitgehende Vorrangstellung zugewiesen. Im Niedersächsischen Reichskreis war der mecklenburgische Gesamtstaat weiterhin mit 4 Stimmen vertreten, von denen fortan Mecklenburg-Schwerin 3 und Mecklenburg-Strelitz 1 Stimme besaß.
Die neuerliche Landesteilung bewirkte eine weitere Schwächung der politischen Stellung des Fürstenhauses im feudalen Ständestaat Mecklenburg und trug neben dem Landesgrundgesetzlichen Erbvergleich (LGGEV) von 1755 mit dazu bei, dass Mecklenburg am Ende der Monarchie (1918) als rückständigstes deutsches Territorium galt. Die eigentliche historische Bedeutung des Hamburger Vergleichs liegt darin, dass er (freilich mit gehöriger Verspätung im Vergleich zu anderen deutschen Staaten) auch für die mecklenburgische Dynastie das Erbfolgeprinzip der Primogenitur verbindlich einführte.
Der Hamburger Vergleich von 1701 bildete bis November 1918 die wichtigste Rechtsgrundlage für die Existenz zweier Teilherrschaften unter dem Dach des mecklenburgischen Staates, welche im Innenverhältnis weitgehend selbständig agierten und dazu eigene Behördenstrukturen entfalteten.

## Rechtsstreit vor dem Staatsgerichtshof 1926
In einem Rechtsstreit um die gemeinschaftliche Verfügung über Vermögen ehemaliger Landesklöster und Vermögen der früheren Stände, den der Freistaat Mecklenburg-Strelitz 1926 gegen den Freistaat Mecklenburg-Schwerin vor dem Staatsgerichtshof für das Deutsche Reich anhängig machte, stellte Mecklenburg-Schwerin den Gegenantrag, dass der Staat Mecklenburg-Strelitz am 23. Februar 1918 dem Staat Mecklenburg-Schwerin angefallen ist und seitdem rechtlich einen Teil desselben bildet. Zur Begründung führte Mecklenburg-Schwerin an, dass nach dem Hamburger Vergleich von 1701 Mecklenburg-Strelitz mit dem Tod seines letzten Großherzogs Adolf Friedrich VI. am 23. Februar 1918 an Mecklenburg-Schwerin gefallen sei. Der Staatsgerichtshof gab diesem Gegenantrag aus formalen Gründen aber nicht statt.